# Arma 2: Operation Arrowhead
Arma 2: Operation Arrowhead je samostatně stojící datadisk k české počítačové hře Arma 2. Přidává do hry novou kampaň, nové jednotky, mise a terény. Operation Arrowhead vyšlo v roce 2010. Hráč v kampani hraje střídavě za čtyři postavy. Taktéž vyšla kompilace původní hry a datadisku pod názvem Arma 2: Combined Operations.

## Příběh
Děj se odehrává ve fiktivní zemi Tákistán (inspirovaný Afghánistánem), kde se dostává k moci plukovník Azíz. Ten se chová agresivně vůči svým sousedům a situaci musí řešit americká armáda, která zahajuje s podporou OSN invazi do země.

## Postavy
- Howard „Hitman“ Drake – výsadkář, který ve hře operuje jako pěšák.
- Terry „Gembler“ Graves – příslušník speciálních jednotek. Na začátku invaze provedl neúspěšný atentát na Azíze.
- Ben „Badger“ Herrera – tankový velitel
- Garry Pierce – pilot vrtulníku.